# Snap (canción)
«Snap» («Chasquido») es una canción de la cantante armenia Rosa Linn, lanzada el 19 de marzo de 2022. Linn la escribió y compuso conjuntamente con Larzz Principato, Courtney Harrell, Allie Crystal y Tamar Kaprelian. Esta canción representó a Armenia en la LXVI edición del Festival de la Canción de Eurovisión, celebrada en Turín (Italia).

## Antecedentes y lanzamiento
El tema fue coescrito por Linn, Larzz Principato, Courtney Harrell, Allie Crystal y Tamar Kaprelian y la producción estuvo a cargo de Alex Salibian, Ethan Schneiderman, Larzz Principato, Ben Samama y Lilith Navasardyan. Las sesiones de composición de «Snap» tuvieron lugar entre Los Ángeles y Ereván.
En una entrevista para el medio especializado Wiwibloggs, Rosa Linn expuso que la canción constituye una historia personal con la que cualquier persona puede identificarse: «Me parece que todos nos hemos sentido a punto de perder los papeles, donde se siente que no hay salida y que el mundo alrededor se derrumba. Empiezas a cuestionártelo todo, incluida tú misma. He estado allí. Y de lo que me he dado cuenta es de que he tenido la fortaleza de dar forma a mi realidad; bastaba con salir de mi rutina y encontrar la paz interior. Todo se trata de amor propio y de aceptar que eres suficiente. Escribir “Snap” de alguna manera me resultó terapéutico y espero que lo sea para todo aquél que también esté pasando por momentos difíciles».

## Vídeo musical
El vídeo de «Snap», grabado en Ereván con la dirección de Aramayis Hayrapetyan, se lanzó el 19 de marzo de 2022. Hayrapetyan expresó al respecto: «Una vez que he escuchado “Snap”, he pensado que debía mostrar las emociones de la autora de forma tan exhaustiva y correcta como fuese capaz. Para mí, no dejar a la artista en segundo plano era primordial. Hicimos el vídeo con la finalidad de dar a los espectadores la oportunidad de viajar a otra realidad extraordinaria a través de soluciones artísticas y visuales».
Un segundo vídeo musical, esta vez grabado en Estados Unidos y dirigido por Dano Cerny, se publicó el 7 de octubre de 2022.

## Desempeño comercial
Pasados unos meses de Eurovisión, «Snap» se volvió viral en la plataforma social TikTok, lo que se tradujo en un aumento en las reproducciones en Spotify y la llegada al puesto máximo de las listas de éxitos virales. «Snap» entró en las listas nacionales de éxitos de diversos países, sobrepasando el récord de la canción ganadora ucraniana («Stefania», de Kalush Orchestra) por la mayor cantidad de entradas en listas de popularidad de una canción de Eurovisión en 2022.
Hasta el momento, el tema ha alcanzado la primera posición de la lista de popularidad regional de Flandes (Bélgica) y se ha situado entre las diez primeras posiciones en Austria, Países Bajos, Irlanda, Italia, Noruega, Suecia y Suiza. En el Reino Unido, la canción llegó al puesto 21.º en la UK Singles Chart, haciendo de Rosa Linn la artista extranjera de Eurovision 2022 más popular en el reino. «Snap» debutó en la Billboard Hot 100 de Estados Unidos en el puesto 97, alcanzando después el 82, y permaneció seis semanas en el primer puesto de la lista Adult Alternative Airplay de la publicación.